# Albert Square (Manchester)

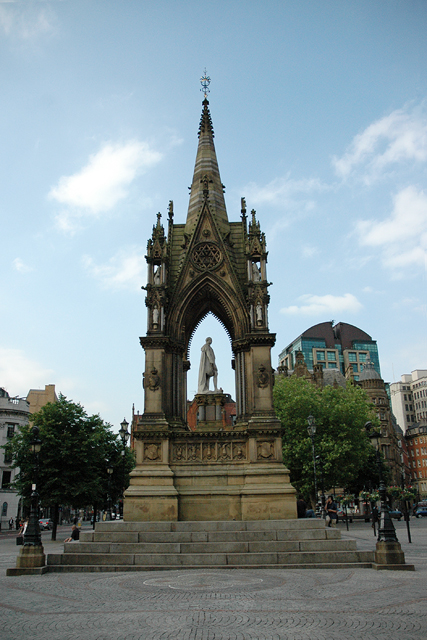
O monumento Albert Memorial, a maior entre esculturas e monumentos na praça, dedicado ao Príncipe Alberto, marido da Rainha Vitória

Albert Square é uma praça pública no centro de Manchester, Inglaterra. É dominado por seu maior edifício, Manchester Town Hall, um edifício gótico vitoriano construído por Alfred Waterhouse.

## História
A área em que a praça está situada já foi terra abandonada e uma área de densa habitação próxima do Town Yard e do rio Tib (chamado Longworth's Folly).
A criação da praça surgiu de um projeto do Comitê de Monumentos da Manchester Corporation para erguer um memorial ao Príncipe Albert, que havia falecido de tifoide em 1861.